# Dzieło D-8 Twierdzy Modlin

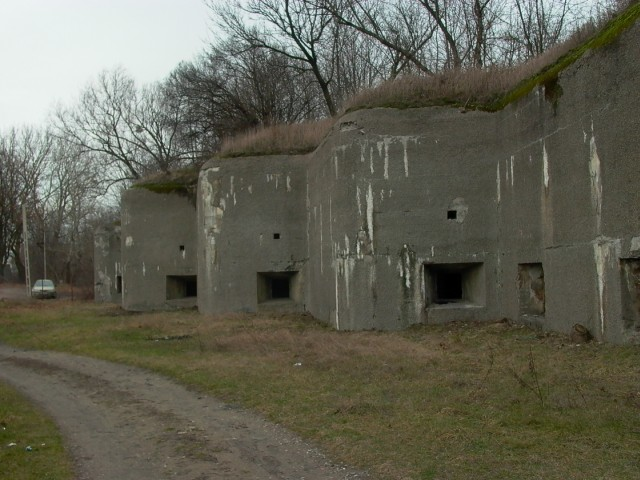
Dzieło D-8: Tradytor artyleryjski

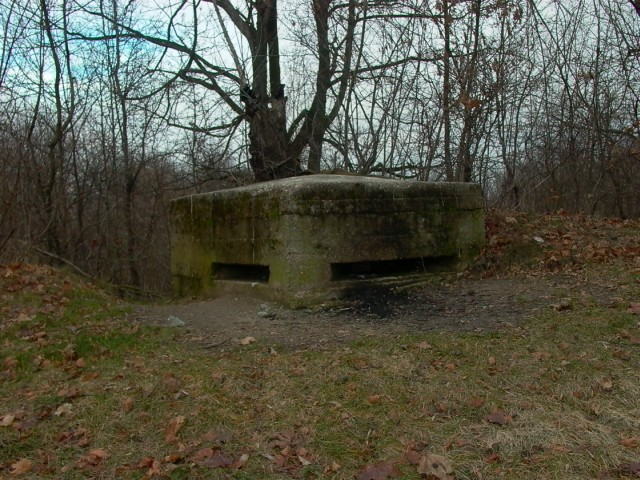
Dzieło D-8: Schron obserwacyjny

Dzieło D-8 – jedno z dzieł pośrednich Twierdzy Modlin, wzniesione w ramach budowy drugiego, zewnętrznego pierścienia fortów w latach 1912–1915.
Umocnienie wzniesiono w miejscowości Czarnowo. Zadaniem jego było zamknięcie doliny Narwi we wschodniej części twierdzy oraz drogi wiodącej do Serocka. Dla wykonania tego zadania fort wzniesiono pod postacią dużego tradytora artyleryjskiego dla trzech dział, bronionego dodatkowo przez kaponierę oraz schronu-podwalni. Wał główny dzieła wyposażono w stanowiska dla piechoty oraz betonowe schrony obserwacyjne; nie zamontowano planowanych stanowisk pancernych.
Dzieło przetrwało do naszych czasów w bardzo dobrym stanie, łącznie z zamontowaną na jego stropie w okresie międzywojennym eksperymentalną kopułą bojową dla ckm. Obecnie znajduje się na terenie ogródków działkowych.